# 魚樂無窮
魚樂無窮（英語：Telefishion）是一個在香港亞洲電視本港台和國際台深夜播放的電視節目，為香港第一個慢電視節目。其內容為直播熱帶魚在魚缸中游泳。節目在每日開台後和休台前播出，國際台日間休台時段結束之後也會播出。
此節目於1994年3月中啟播，首次播映時間是3月15日凌晨4時15分，在本港台和國際台休台之前同時播出，據悉，這是亞洲電視在休台時段為取代測色板，以增加廣告收入而創造的節目。2001年10月起，隨著亞視陸續二十四小時連續播放，這節目陸續取消，直至2004年，最後一次播映時間為同年4月25日早上於國際台播出，播畢後正式取消。
2011年2月，這節目曾短暫在國際台重現，時間與停播前相同，並取代原有時段播出的《財經資訊》。然而，這節目不久後又再被停播。

## 節目歷史
1990年代初，時值林百欣（已故）入主亞洲電視，原任布政司署金融事務科（財經事務及庫務局前身）首席助理金融司的郭偉健獲林百欣邀請擔任亞視署理行政總裁。考慮到亞視與當時主要競爭對手無綫電視均於凌晨休台後播放枯燥乏味的測色板，亞視編劇團隊發現早上六時前已有大量觀眾慣性等待無綫開台，郭偉健便提出以夏天直播魚缸、冬天直播火爐取代播放測色板，以吸引觀眾。
1994年，命名為《魚樂無窮》的節目在休台時段播出後，取得三點收視點的不俗成績；而原計劃冬天直播火爐，因為安全問題而未有落實。節目起初用的魚缸和熱帶魚均由亞視員工打理，後來節目獲得撥款邀請旺角金魚街的檔主每星期到訪亞視負責打理。節目用兩尺深、四呎闊的魚缸，一開始是放置於繪圖部門下的一間小型工作室內，每晚攝影師下班時就會開啟攝錄機直播到觀眾的電視機中；前亞視監製徐小明透露，後來魚缸轉置到控制室中。
後期因應亞視開源節流的需要，節目由直播轉為重播昔日片段。直至2001年10月起，《魚樂無窮》隨着亞視陸續開始二十四小時全日播放節目，而直至2004年起全面正式終止。
2011年2月，《魚樂無窮》在深宵時段重臨國際台，並於早上播出及取代原有節目《財經資訊》；當時節目更成功找來鰂魚涌一間售賣熱帶魚的店舖（已結業）贊助。但節目短暫播出數月後，最終也在同年5月停播。

## 香港同類的相關節目
- 魚樂無限（Fish Fun Unlimited）：HOY TV制作的同類型慢電視節目，内容為拍攝香港海洋公園海洋奇觀裡的魚類在水族箱中游泳，於2024年8月26日啟播
- Driving in Hong Kong：ViuTV制作的慢電視節目，内容主要为拍摄香港道路行车实况，現已停播
- 漫.電視：港台電視制作的慢電視節目，内容主要为普通日常事件片段，如粵劇演員化妝和貨櫃碼頭之日常等
- 人魚樂毛窮：毛記電視製作的慢電視節目，名字惡搞自《魚樂無窮》
- 祝君晚安（Fireplace）：明珠台制作的慢電視節目，內容主要为拍摄一戶人家客廳中的“烤壁炉”實況，於2020年4月13日啟播
- 金融概要/金融行情：香港电视广播有限公司新闻及资讯部制作，并在明珠台播出，内容主要为即时财经资讯
- 財經資訊：香港亞洲電視新聞部製作，并在國際台播出，内容主要为即时财经资讯，現已停播
- 金融時段：香港有線電視新聞部製作，并在有線18台播出，內容主要為即時財經資訊